# بروس تايلور (لاعب كرة قاعدة)
بروس تايلور (بالإنجليزية: Bruce Taylor)‏ هو لاعب كرة قاعدة أمريكي، ولد في 16 أبريل 1953 في هولدين في الولايات المتحدة.

## وصلات خارجية
- بروس تايلور على موقعبيزبول رفرنس.كوم (الدوري الرئيسي) (الإنجليزية)
- بروس تايلور على موقعبيزبول رفرنس.كوم (الدوري الثانوي) (الإنجليزية)